# Jumping the Tracks
Albums de The Scabs
Royalty in Exile
(1990) Inbetweenies (EP)
(1993)
Jumping the Tracks, sorti en 1991, est le quatrième album du groupe de rock belge The Scabs.

## L'album
Dernier album produit par Werner Pensaert, producteur du groupe depuis 1986.

Toutes les compositions ont été écrites par les membres du groupe.

## Les musiciens
- Guy Swinnen : voix, guitare
- Willy Willy : guitare
- Fons Sijmons : basse
- Frankie Saenen : batterie

## Les titres
1. Keep on Driving - 3 min 38 s
2. Robbin' The Liquor Store - 5 min 46 s
3. Don't You Know - 3 min 22 s
4. Tell Me About It - 4 min 14 s
5. Demons - 3 min 39 s
6. Nothing on My Radio - 4 min 50 s
7. Hello Lonesome - 3 min 26 s
8. Read the Magazine - 2 min 53 s
9. Hard to Forget - 2 min 53 s
10. You Got My Name, You Got My Number - 3 min 22 s
11. So - 4 min 07 s
12. Tracy - 4 min 15 s

## Informations sur le contenu de l'album
- Robbin' The Liquor Store, Don't You Know, Nothing on My Radio et Hard to Forget sont également sortis en single
- Jeroen Ravesloot assure les parties de claviers
- Beverly Jo Scott assure les chœurs féminins et Patrick Riguelle les chœurs masculins
- Eric Melaerts assure les parties additionnelles de guitare
- Eddie Conard joue des percussions